# 661 a.C.
Séculos: (Século VIII a.C. - Século VII a.C. - Século VI a.C.)
671 a.C. - 670 a.C. - 669 a.C. - 668 a.C. - 667 a.C. - 666 a.C. - 665 a.C. - 664 a.C. - 663 a.C. - 662 a.C. - 661 a.C. - 660 a.C. - 659 a.C. - 658 a.C.- 657 a.C. - 656 a.C. - 655 a.C. - 654 a.C. - 653 a.C. - 652 a.C. - 651 a.C.

## Eventos
- 16o Jubileu.[1]